# Eugalta nigricollis
Eugalta nigricollis là một loài tò vò trong họ Ichneumonidae.